# Хайнань Боин
«Хайнань Боин» или ФК «Хайнань» (кит. 海南博盈) — китайский футбольный клуб из провинции Хайнань, город Хайкоу, выступающий в третьей по значимости китайской лиге. Домашней ареной клуба является стадион спортивной школы Хайнаня вместимостью 10000 человек.

## История
Футбольный клуб «Хайнань Боин» является полупрофессиональным клубом в КНР. Также является одним из самых успешных любительских клубов в стране, принимает участие в розыгрыше Кубка Китайской футбольной ассоциации. В 2015 году команда дошла до финального раунда Восточного региона в любительском чемпионате. Также являются победителями местного чемпионата 2015 года и Дивизиона в любительском чемпионате. С 2016 года команда выступает во второй лиге.
В январеy 2017 года команда сменила название с «Хайнань Боин Хайхань» на «Хайнань Боин». С 2018 года чаще всего используется название ФК «Хайнань»

## Изменение названия
- 2015  Хайнань Хайхань (海南海汉)
- 2016  Хайнань Боин Хайхань (海南博盈海汉)
- 2017  Хайнань Боин (海南博盈)
- 2018-н. в. 海南足球俱乐部

## Достижения
- На конец сезона 2018 года[4]

Достижения по сезонам
| Сезон    | 2015 | 2016 | 2017 | 2018 |
| -------- | ---- | ---- | ---- | ---- |
| Дивизион | 4    | 3    | 3    | 3    |
| Место    | 2    | 17   | 22   | 16   |